# Sechseläutenplatz
Der Sechseläutenplatz ist ein öffentlicher Platz in Zürich.

## Lage
Der Sechseläutenplatz liegt am Rande der Zürcher Altstadt zwischen dem Bellevue und dem Opernhaus Zürich. Er wird vom Utoquai und der Theaterstrasse begrenzt. Das stark befahrene Utoquai und die dahinterliegenden Parkanlagen trennen ihn vom Zürichsee. Auf der Theaterstrasse hingegen verkehren nur öffentliche Verkehrsmittel.
Die Fläche des heutigen Sechseläutenplatzes hiess früher Sechseläutenwiese und Theaterplatz. Seit seiner Neugestaltung ist er mit fast 16’000 m² nach der Plaine de Plainpalais in Genf (78’000 m2) der zweitgrösste innerstädtische Platz der Schweiz.

## Geschichte

### Frühgeschichte
Beim Bau des unterirdischen Parkhauses Opéra wurden 2009 die Überreste neolithischer Pfahlbauten gefunden, die in unmittelbarer Nachbarschaft der Feuchtbodensiedlung Kleiner Hafner im unteren Becken des Zürichsees liegen. Anstelle einer Notgrabung wurde der Bau des Parkhauses für neun Monate unterbrochen und die Siedlungsreste wurden systematisch archäologisch erfasst.

### Bebauung
Das Areal des Sechseläutenplatzes war früher zum Grossteil unter Wasser und wurde erst in der ersten Hälfte des 19. Jahrhunderts aufgeschüttet. Nach Schleifung des Bollwerks der Stadtbefestigung, die noch das Quartier Stadelhofen einschloss, konnte der neu entstandene Platz genutzt werden. Es entstanden Hafenanlagen, und angrenzend wurde in den Jahren 1838/1839 das neue Kornhaus errichtet. Als Speicher genutzt wurde es 20 Jahre, bis beim Bahnhof 1860 ein neuer Getreidemarkt eröffnet wurde, nachdem der Warentransport sich vom See auf die Eisenbahn verlagert hatte. Im ungenutzten Gebäude wurde zwischenzeitlich eine Synagoge eingerichtet.
1867 wurde in dem Gebäude für das Eidgenössische Musikfest die erste Tonhalle eröffnet. Nebst dem Festsaal wurde ein Palmengarten eingerichtet, der zum gesellschaftlichen Treffpunkt Zürich avancierte. In die Geschichte eingegangen ist der Tonhallekrawall vom März 1871.
Nach dem Bau einer neuen Tonhalle in den Jahren 1893 bis 1895 jenseits der Quaibrücke wurde die erste Tonhalle 1897 abgerissen. Zuvor war südlich angrenzend das Opernhaus erbaut worden, 1891 wurde es eröffnet.

Historische Bilder
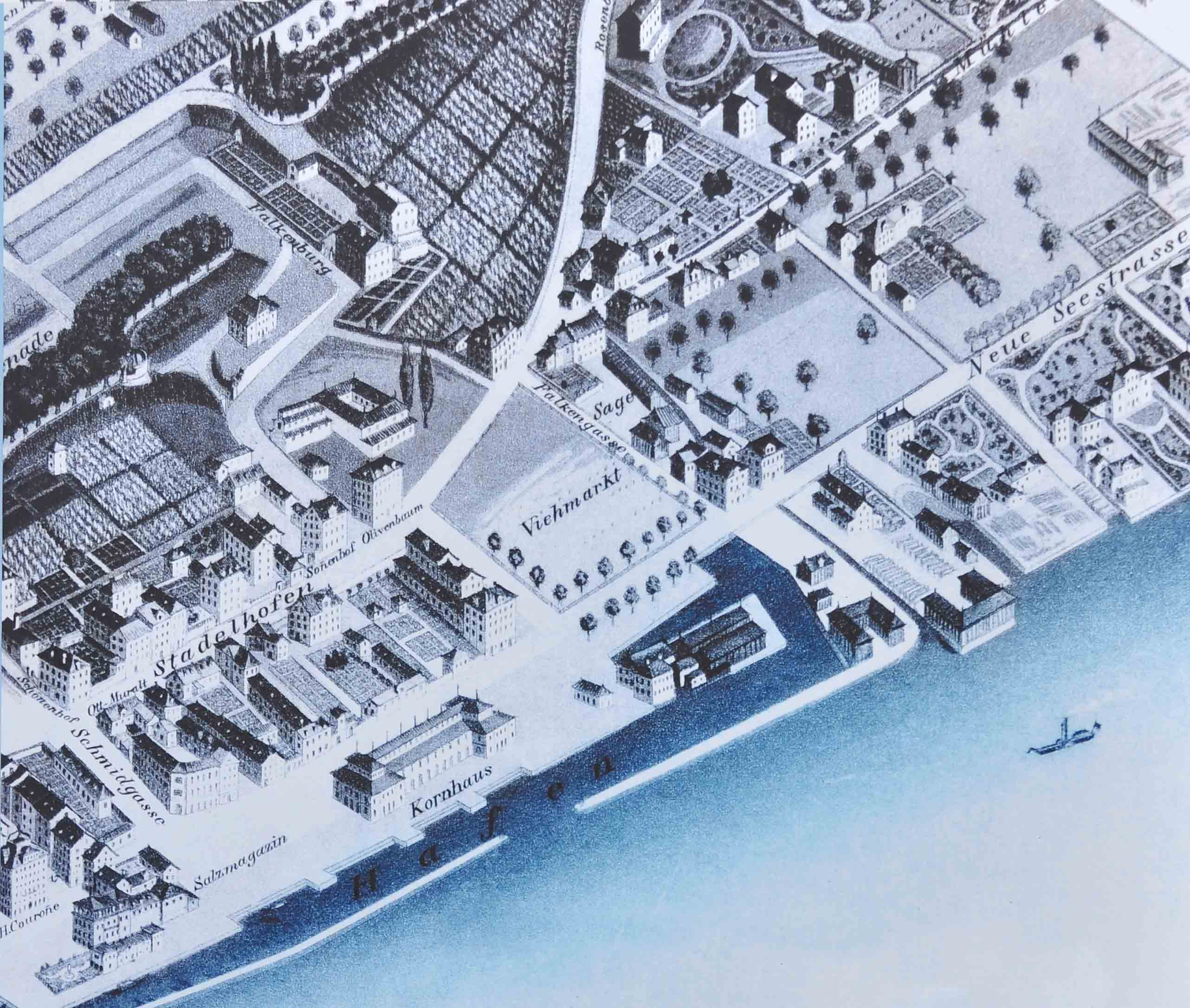
Das Areal mit Kornhaus und Hafen um 1846
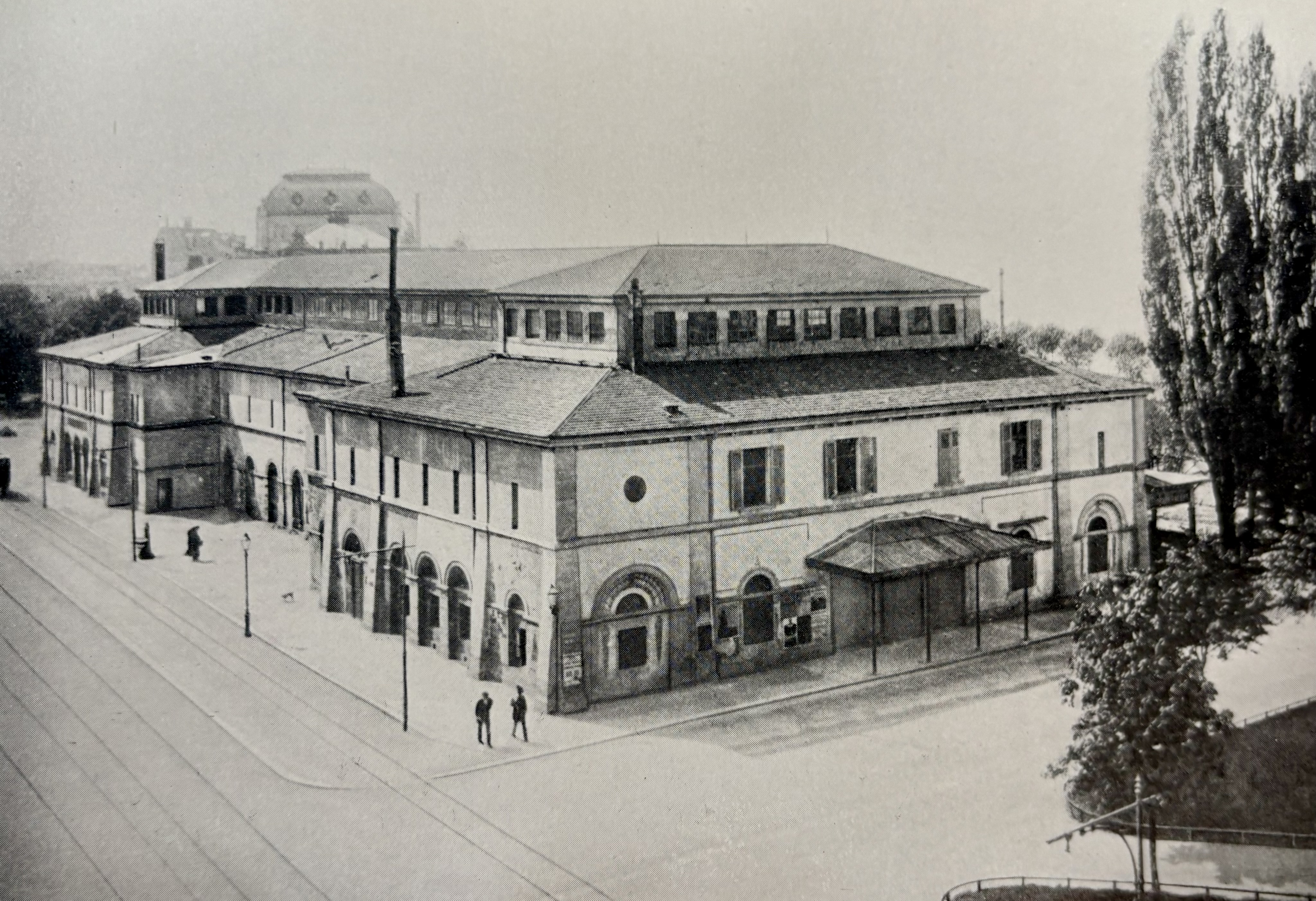
Historische Aufnahme der alten Tonhalle, 1895
Sechseläutenplatz um 1900
Aus der Luftperspektive, Foto: Walter Mittelholzer, 1933

### Sechseläutenwiese

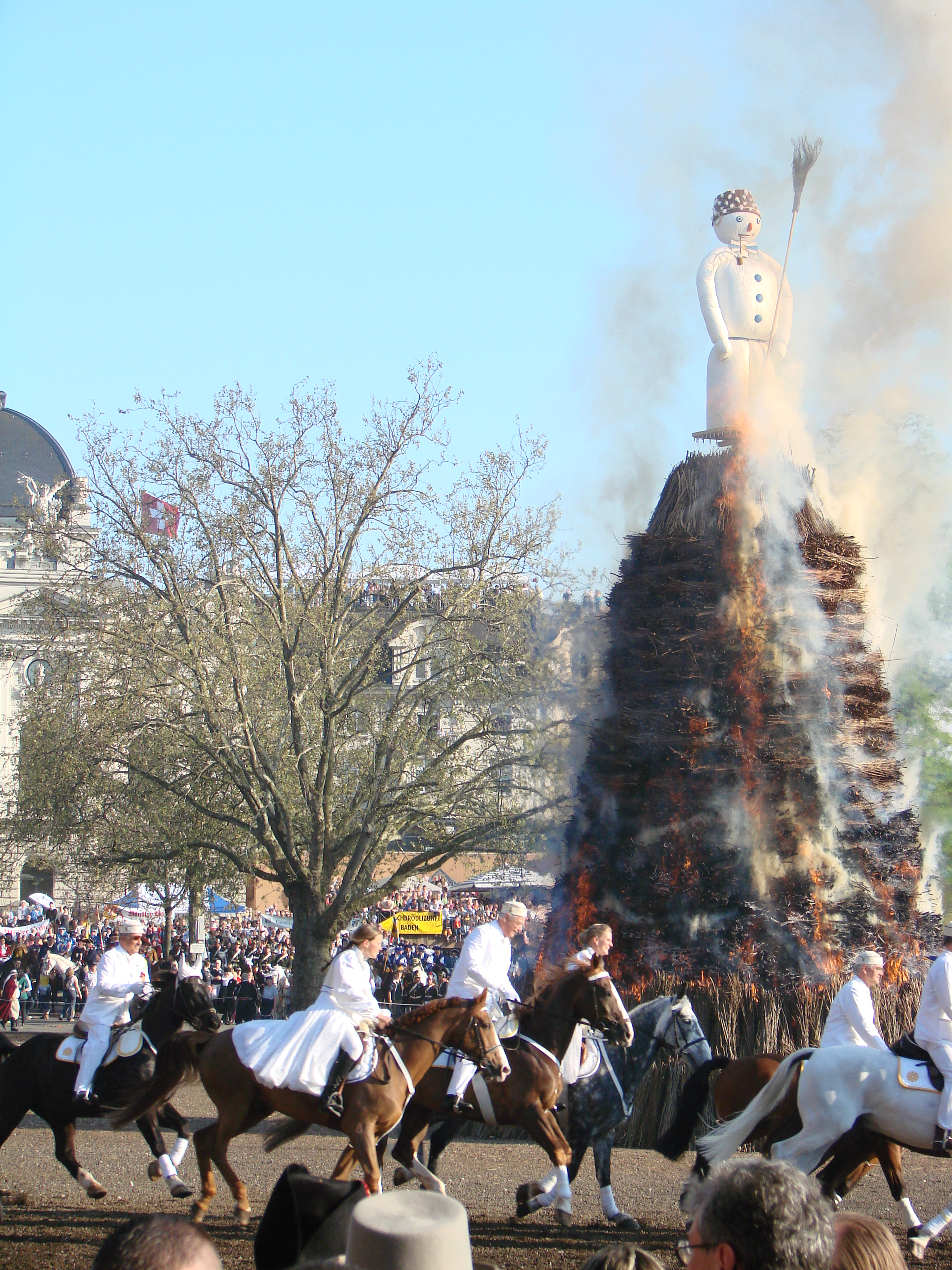
Sechseläuten 2007, der Böögg wird verbrannt.

Die Freifläche wurde in der Folge für verschiedene Veranstaltungen genutzt. Seit 1902 wird hier jeweils am Sechseläuten der Böögg verbrannt. Jahrmärkte und Zirkusse, insbesondere der Circus Knie, sind regelmässige Gäste. In den 1920er Jahren wurde im Winter ein grosses Eisfeld angelegt. Im Zweiten Weltkrieg wurde auf der Sechseläutenwiese als Teil der Anbauschlacht mitten in der Stadt Raps angebaut. Wenn keine Veranstaltung stattfand, war der Platz aber kaum zugänglich: Anstelle einer Wiese glich der übernutzte Platz eher einem braunen Acker.
Der angrenzende Theaterplatz vor dem Opernhaus und Bernhard-Theater diente bis zur Erstellung einer unterirdischen Parkanlage in den 2010er Jahren als Parkplatz.

### Namen
Benannt ist der Platz nach dem Sechseläuten, dem Frühjahrsfest, das mit der Verbrennung des Bööggs seinen Höhepunkt auf dem Platz hat.
Bis 1947 hiess der Platz altes Tonhallen-Area respektive kurz Tonhallenplatz.

### Umgestaltung
Im Jahr 2003 stimmte das Zürcher Stimmvolk einer Umgestaltung des Areals zu. Geplant war, unterhalb des Platzes ein Parkhaus zu bauen. Im Rahmen des sogenannten «historischen Verkehrskompromisses» wurden oberirdische Parkplätze im näheren Umkreis des Bellevues, so zum Beispiel beim Münsterhof, durch unterirdische ersetzt und der Sechseläutenplatz bis zum Opernhaus erweitert mit dem Ziel, «die Innenstadt dadurch für Fussgängerinnen und Fussgänger aufzuwerten und in Zürich an zentraler Lage einen Platz mit internationaler Ausstrahlung» zu erstellen.
Mit Fertigstellung des Parkhauses wurde die Neugestaltung des Sechseläutenplatzes angegangen. Aufgrund eines Behördenreferendums konnten die Bauarbeiten nicht im Januar 2012 starten – die Stimmberechtigten der Stadt Zürich stimmten 2012 dem Objektkredit für die Neugestaltung mit 60,7 % zu. Im Januar 2013 wurden die Hauptarbeiten aufgenommen, die im April des Folgejahres vollendet waren. Neben der Gestaltung des Platzes wurden auch die Entwässerung erneuert sowie Werkleitungen und umliegende Strassen saniert.
Insgesamt 110’000 Gesteinsblöcke aus Valser Quarzit – zwischen 10 und 13 Zentimeter breit und zwischen 50 und 130 Zentimeter lang – wurden verlegt.
Der Umritt der Zünfte um den brennenden Böög fand auch während der Bauarbeiten statt.

Grabung der Stadtarchäologie
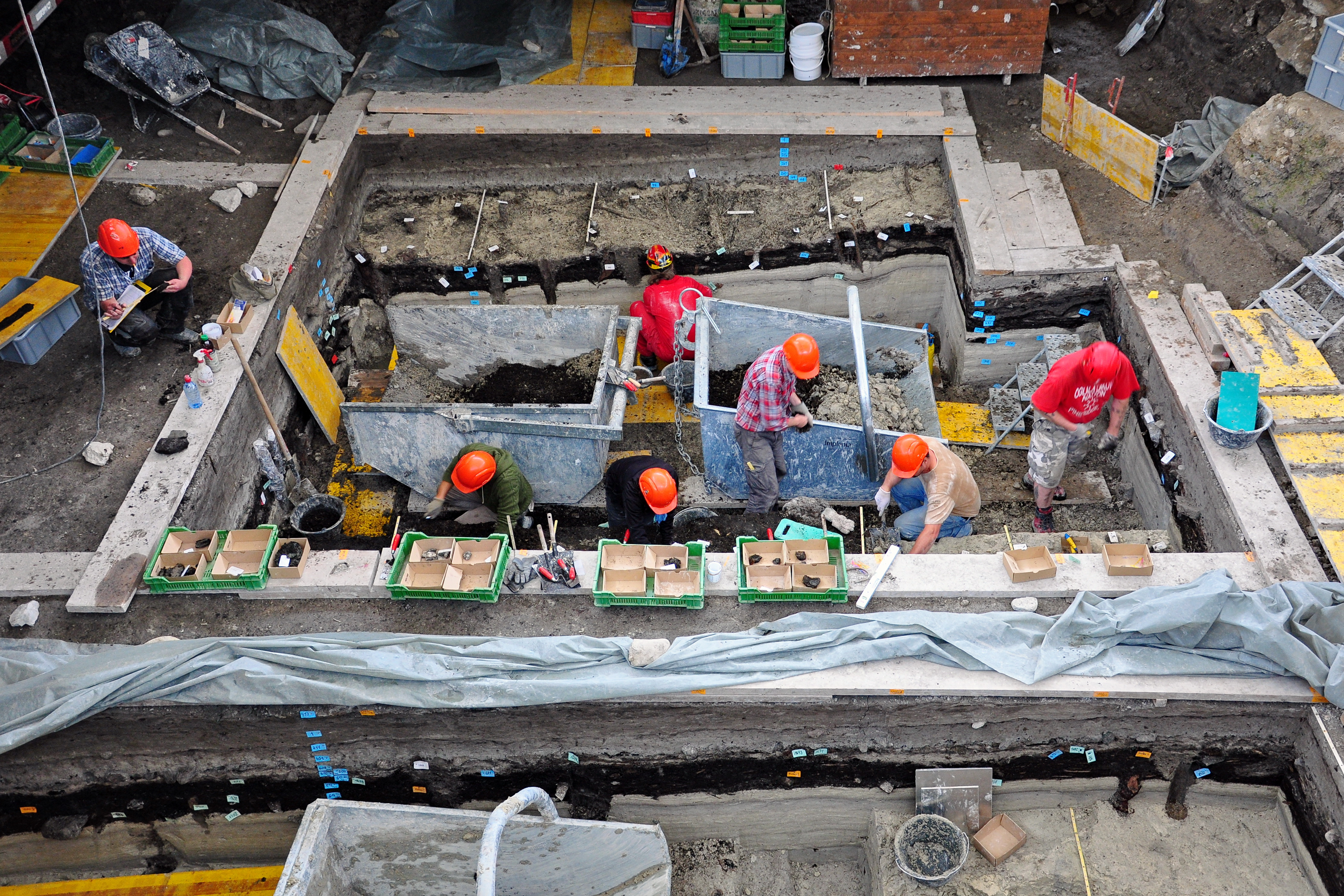
Juni 2010
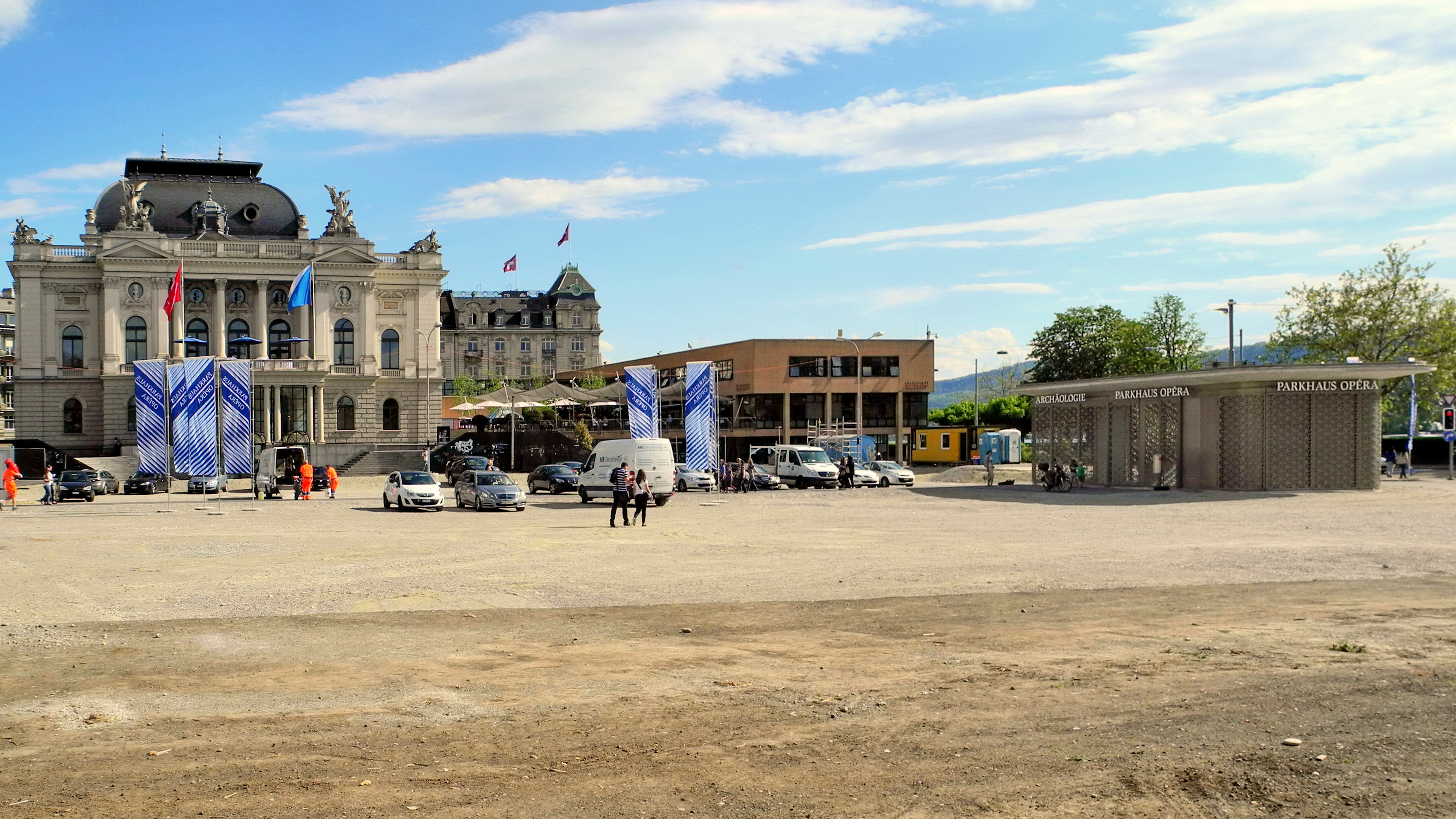
Mai 2012
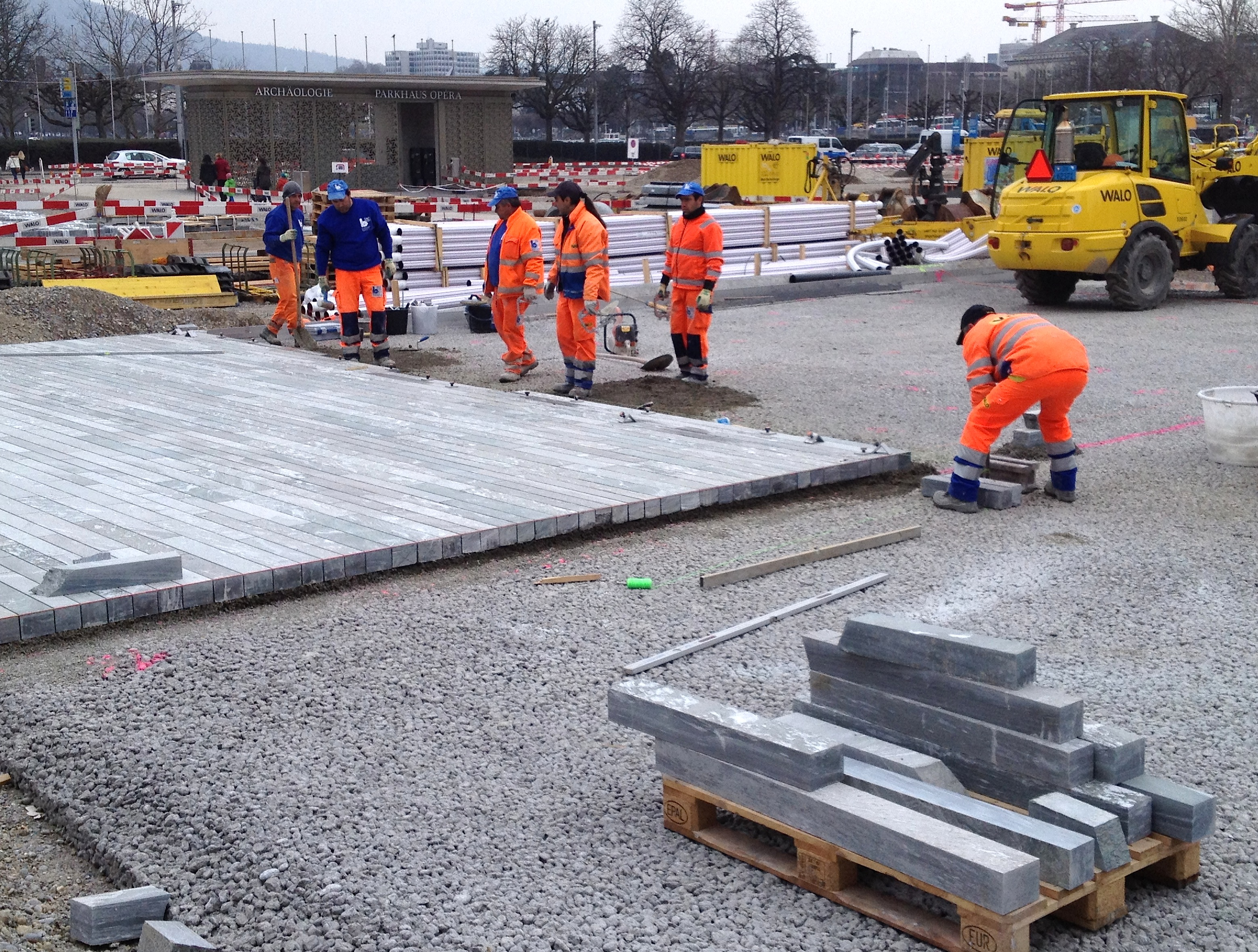
Verlegung des Quarzitbelages, April 2013

## Nutzung

### Gestaltung und Nutzungskonzept

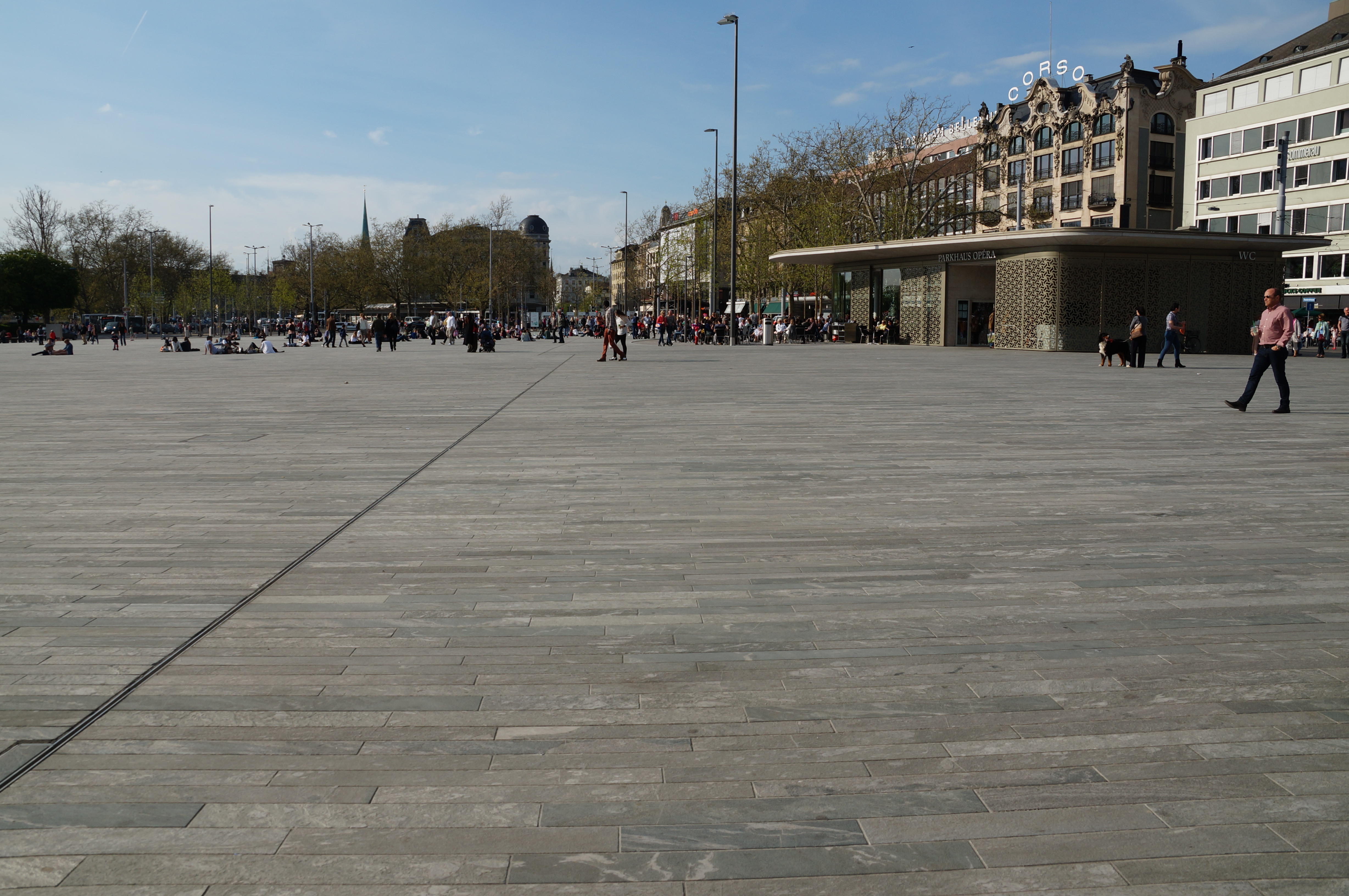
Sechseläutenplatz im April 2014 mit einem der Pavillons

Der mit Stein ausgelegte Platz erhielt Schatten-spendende Bauminseln, Sitzelemente und ähnlich wie der Bundesplatz in Bern ein Wasserspiel, um ihn zu einem «grosszügigen, ästhetisch überzeugenden Stadtplatz» zu verwandeln. Der Stein wurde «eingehend und über einen langen Zeitraum getestet» bezüglich Reinigung und Rutschfestigkeit sowie Verhalten bei lang anhaltender Sommerhitze. Um beim Verbrennen des Böögg und des Umritts anlässlich des Sechseläutens Schäden auszuschliessen, wurde eine Schale aus Schamottestein verwendet. Es wird dann jeweils ein Substrat wie bei Hallenwettbewerben im Springreiten aufgebracht, das die Gelenke der am Sechseläuten beteiligten Pferde schone. Verankerungen für das Zelt des Circus Knie sind fest in die Oberflächenstruktur integriert, wobei vorab auch die «Auswirkungen von Elefantendung» auf den Stein getestet worden waren.
Gemäss Nutzungskonzept soll das Areal während mindestens 180 Tagen – im Sommerhalbjahr bleibt der Platz an mindestens 120 Tagen frei – pro Jahr frei von Veranstaltungen sein und seiner Hauptbestimmung als innerstädtischem Freiraum nachkommen. Veranstaltungen sind auf die Fläche der ehemaligen Sechseläutenwiese begrenzt. Der ehemalige Theaterplatz vor dem Opernhaus dient wie bis anhin der Verbindung zwischen Stadelhoferplatz und Seepromenade.

Nutzungen des Sechseläutenplatzes
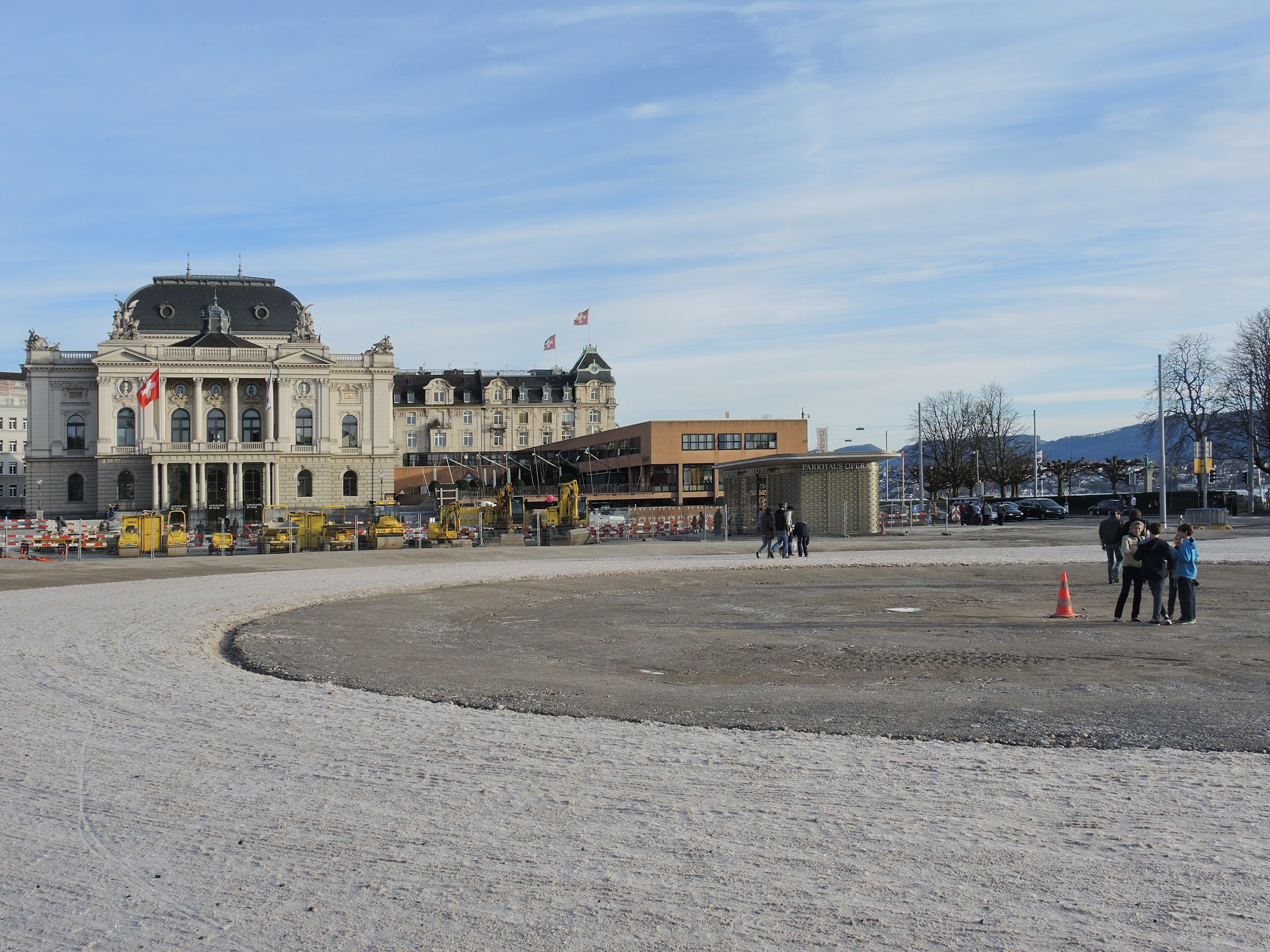
Belag für den Umritt und Schale aus Schamottestein für das Sechseläuten-Fest
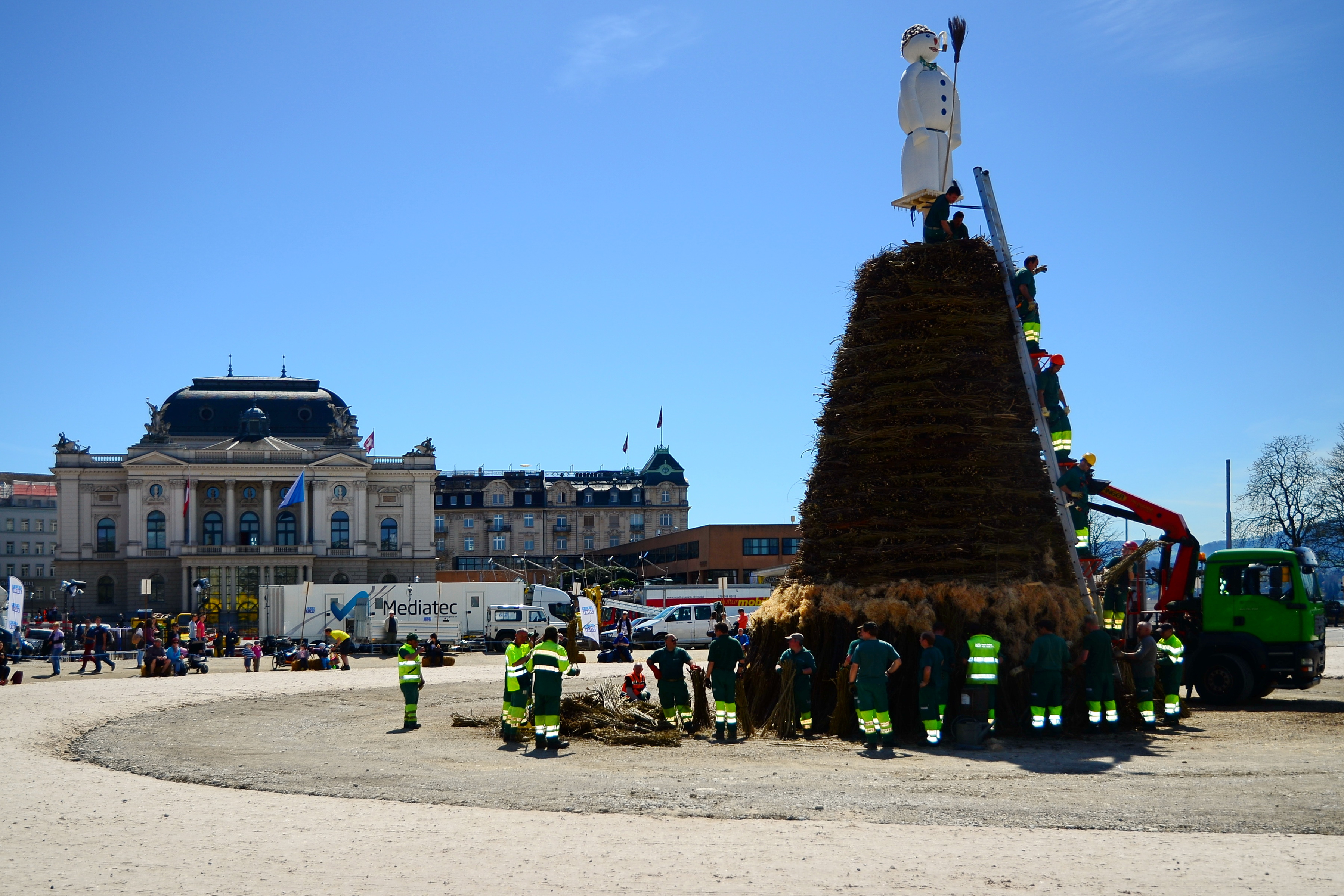
Belag vor dem Sechseläuten 2013
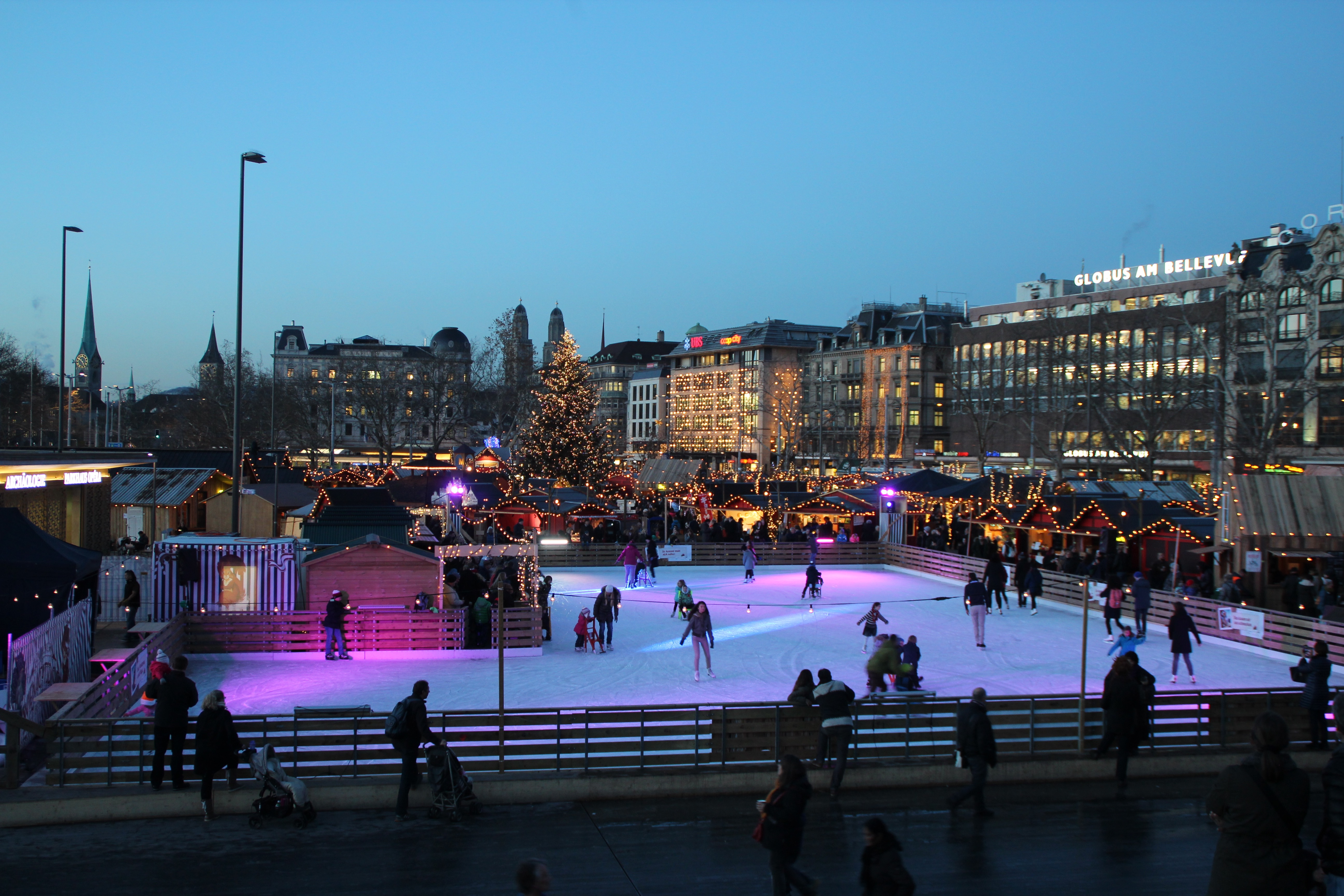
Eisfeld und Weihnachtsmarkt

### Parkhaus Opéra
Das im Mai 2012 eröffnete Parkhaus bietet auf zwei Parkgeschossen 299 Parkplätze an. Die Zufahrt erfolgt über die Falken- und Schillerstrasse. Auf dem Sechseläutenplatz liegen zwei Pavillons mit den Personenzugängen. In einem der Pavillons ist ein Boulevard-Café untergebracht, Einzelfunde der Grabung und eine Übersicht der gewonnenen Erkenntnisse werden im zweiten Pavillon (Archäologie im Parkhaus Opéra) multimedial auf zwei Etagen präsentiert.

Ausstellung im Parkhaus zu den Grabungen
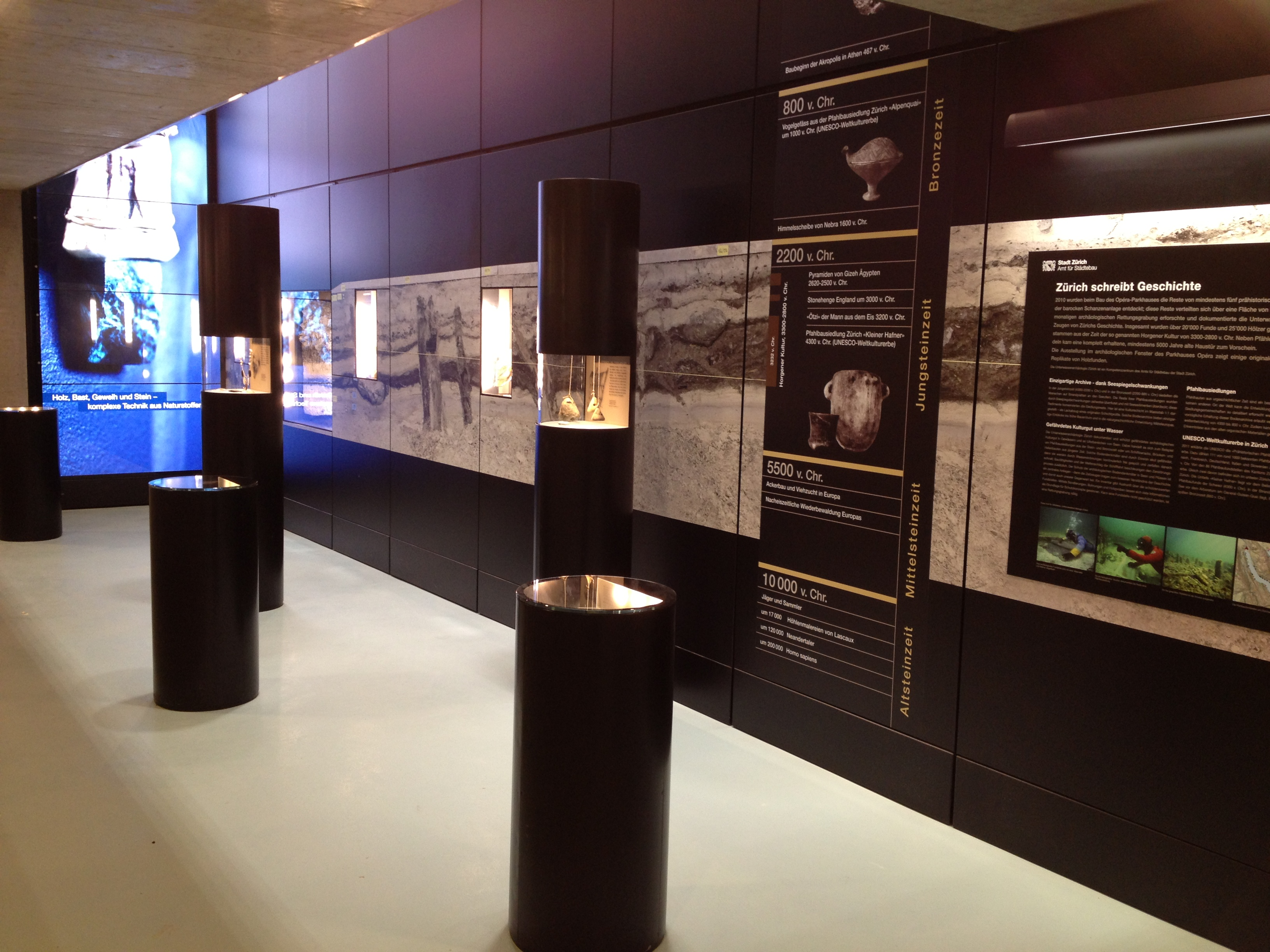
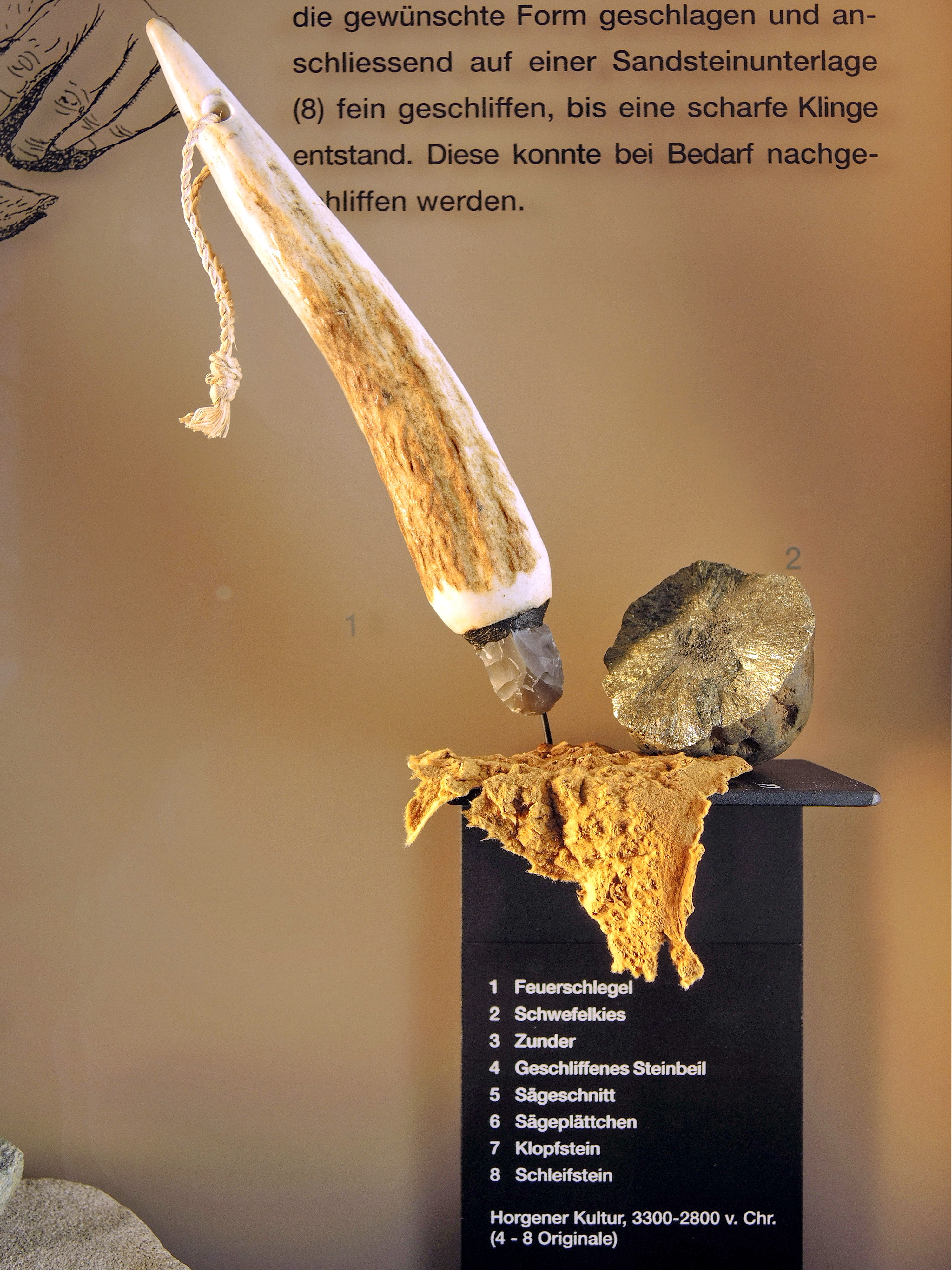
Feugerschlegel mit Schwefelkies und Zunder, Horgener Kultur
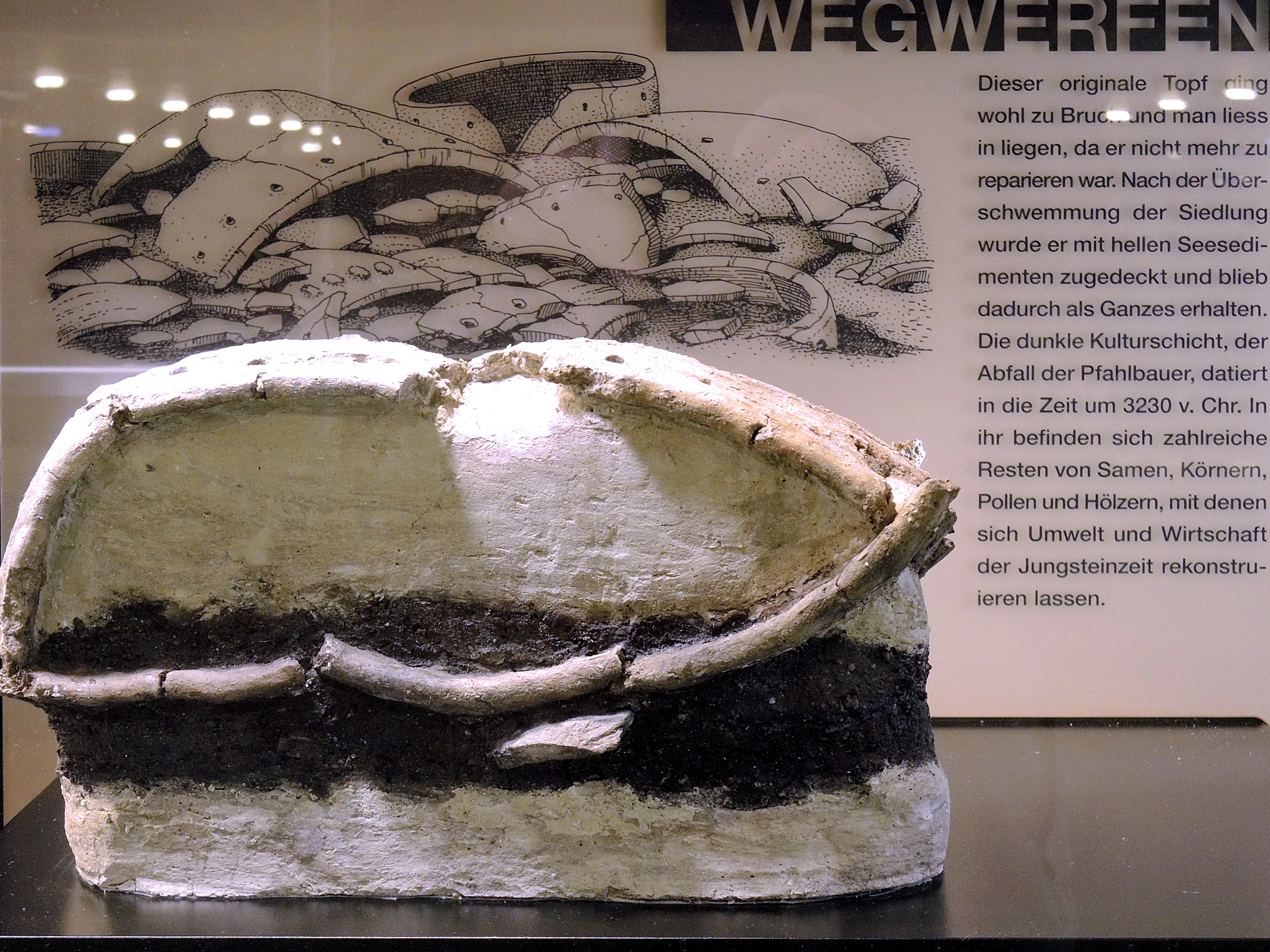
Topf mit Sedimenten und Resten von Speisen und Pflanzen 3230 v. Chr., Horgener Kultur